# Вејнскот (Њујорк)
Вејнскот (енгл. Wainscott) насељено је место без административног статуса у америчкој савезној држави Њујорк.

## Демографија
По попису из 2010. године број становника је 650, што је 22 (3,5%) становника више него 2000. године.
| Група             | 2000.       | 2010.       |
| Белци             | 538 (85,7%) | 520 (80,0%) |
| Афроамериканци    | 26 (4,1%)   | 15 (2,3%)   |
| Азијати           | 2 (0,3%)    | 3 (0,5%)    |
| Хиспаноамериканци | 44 (7,0%)   | 93 (14,3%)  |
| Укупно            | 628         | 650         |